# Le Brave et la Belle
Pour plus de détails, voir Fiche technique et Distribution.
Le Brave et la Belle (titre original : The Magnificent Matador) est un film américano-mexicain réalisé par Budd Boetticher, sorti en 1955.

## Fiche technique
- Titre original : The Magnificent Matador
- Titre français : Le Brave et la Belle
- Réalisation : Budd Boetticher
- Scénario : Charles Lang d'près une histoire de Budd Boetticher
- Costumes : Edward M. Stevenson
- Photographie : Lucien Ballard
- Son : Manuel Topete
- Montage : Richard Cahoon
- Musique : Raoul Kraushaar
- Conseiller technique : Carlos Arruza
- Production : Edward L. Alperson (en) (non crédité) et Carroll Case coproducteur
- Société de production : National Pictures Corporation
- Société de distribution : Twentieth Century-Fox Film Corporation
- Pays de production :  États-Unis,  Mexique
- Langue originale : anglais
- Format : Couleur (Eastmancolor)  — 35 mm — 2,55:1 (CinemaScope) - Son : Stéréo 4 pistes (copies avec son magnétique) | Mono (copies avec son optique)
- Genre : Drame
- Durée : 94 minutes
- Dates de sortie : 
  - États-Unis : 24 mai 1955 (première à New York)
  - France : 17 août 1956
- Affiche : Enzo Nistri (Italie)

## Distribution
- Maureen O'Hara (VF : Jacqueline Porel) : Karen Harrison
- Anthony Quinn (VF : André Valmy) : Luís Santos
- Manuel Rojas (VF : Jacques Toja) : Rafael Reyes
- Richard Denning (VF : Yves Furet) : Mark Russell
- Thomas Gomez (VF : Pierre Morin) : Don David
- Lola Albright : Mona Wilton
- William Ching (VF : Jacques Berthier) : Jody Wilton
- Eduardo Noriega (VF : Jacques Beauchey) : Miguel
- Lorraine Chanel : Sarita Sebastian
- Anthony Caruso (VF : Jean-Henri Chambois) : Emiliano
- Stuart Whitman : Homme en l'arena

et les toreros mexicains
- Jesús "Chucho" Solórzano (VF : René Blancard)
- Joaquín Rodríguez "Cagancho"
- Rafael Rodríguez
- Antonio Velásquez
- Jorge "Ranchero" Aguilar
- Félix Briones
- Nacho Trevino